# Kjellbergiodendron celebicum
Kjellbergiodendron celebicum là một loài thực vật có hoa trong Họ Đào kim nương. Loài này được (Koord.) Merr. mô tả khoa học đầu tiên năm 1952.